# Johann Martin Bernigeroth

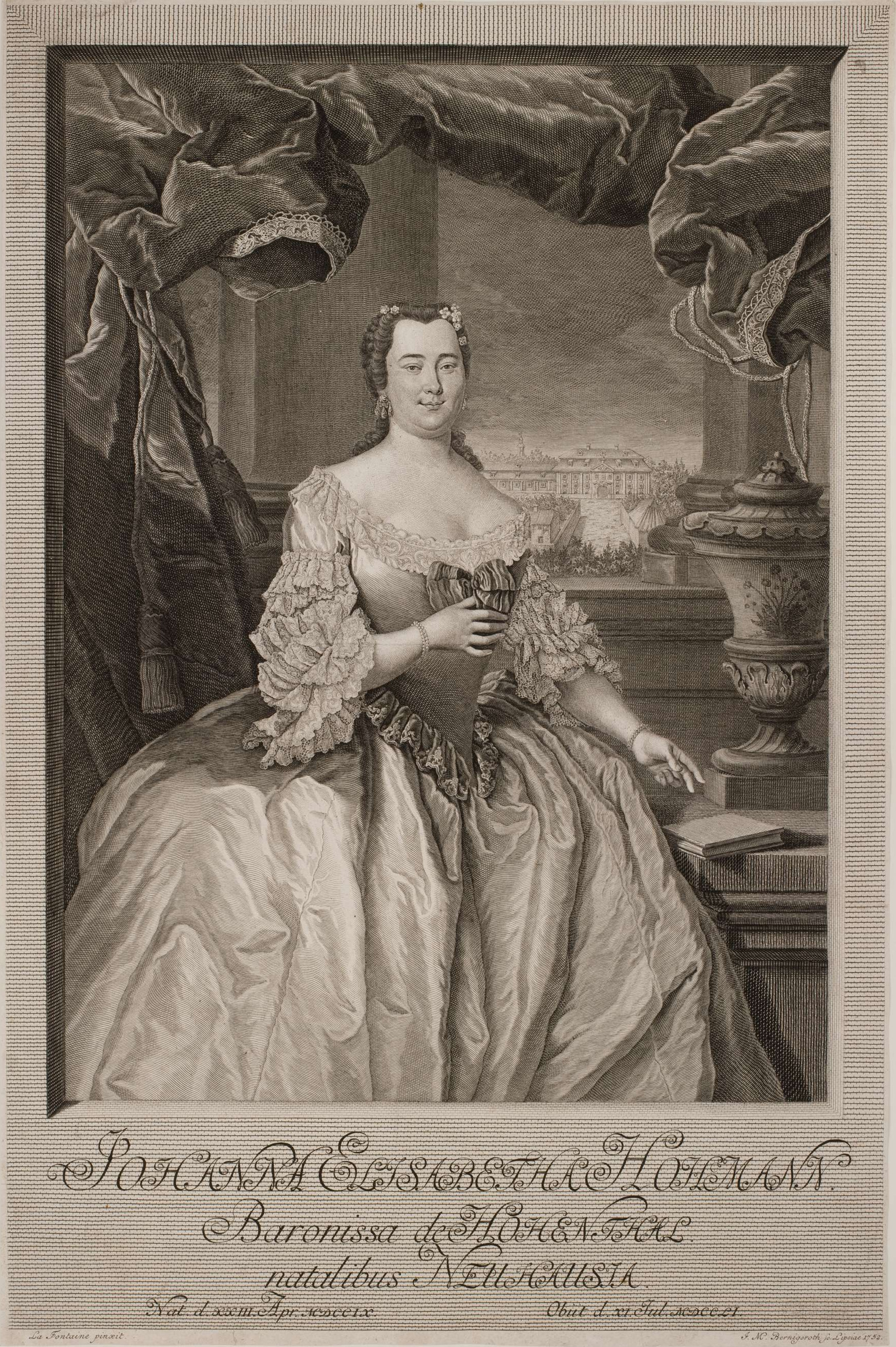
J. M. Bernigeroth: Porträt der Johanna Elisabeth Hohmann von Hohenthal

Johann Martin Bernigeroth (* 7. November 1713 in Leipzig; † 22. Februar 1767 ebenda) war ein deutscher Kupferstecher.

## Leben
Johann Martin Bernigeroth war ein Sohn des Kupferstechers Martin Bernigeroth und dessen zweiter Ehefrau Rosine Katharina, Tochter des Leipziger Kaufmanns Ettel.
Er wurde in der Werkstatt des Vaters ausgebildet und übernahm diese später gemeinsam mit seinem Bruder Johann Benedikt (1716–1764). Nach französischen Vorbildern verfeinerte er seine Technik hinsichtlich der Ausstattung und der Wiedergabe von Stoffen. Er schuf zahlreiche Porträts und Buchvignetten.
Johann Martin Bernigeroth hat in Leipzig für den Verleger Johann Christian Sigismund Koppe Bilder gestochen, welche in der deutschen Ausgabe von Description de la Chine et de la Tartarie chinoise erschienen sind. Beispiele sind das Titelbild in Band 1 und ein Portrait vor Seite 1.
Einen Ruf nach Sankt Petersburg lehnte er ab und erhielt dafür den Titel eines Hofkupferstechers. Während des Siebenjährigen Krieges stach er anonym 80 Schlachtenpläne, die er 1763 geschlossen als „Neues Kriegs-Theater“ herausgab.
Bernigeroth war seit 1735 verheiratet mit Rahel Charlotte Buchner, Tochter eines Leipziger Krämers, und Schwester der Theaterschauspielerin Anna Büchner († 1741). Sein Sohn Martin Friedrich (1737–1801) war ebenfalls Kupferstecher und später Zeichenlehrer in der Schweiz.

## Illustrierte Werke
- Neues Kriegs-Theater oder Sammlung der Merkwürdigsten Begebenheiten des Gegenwaertigen Krieges In Teutschland. Leipzig 1758 (Digitalisat).